# غرفة الذعر
غرفة الذعر هو فيلم أمريكي من فئة الإثارة، تم إنتاجه عام 2002، كتبه وأخرجه ديفيد فينشر، وبطولة جودي فوستر، كريستين ستيوارت، فوريست ويتاكر، جاريد ليتو ودوايت يوكام.

## ملخص الفيلم
تدور قصة الفيلم حول أم مطلقة حديثا وإبنتها تشتري بيتا جديدا في حي مانهاتن في نيو يورك بسعر مناسب. احتوى البيت على غرفة شديدة التحصين يطلق عليها "غرفة الذعر"، وهي غرفة يختبئ فيها أهل المنزل في حال تعرضهم للسطو. ويحدث أن يقتحم بيتهم ثلاثة لصوص يعلمون بأن صاحب المنزل الثري السابق والمتوفي حديثا قد خبأ ثروة تساوي ملايين من الدولارات في مكان ما في البيت وتحديدا في غرفة الذعر. تخشى الأم من الأذى فتختبئ هي وابنتها المصابة بداء السكري من الدرجة الأولى في غرفة الذعر. وتتطور أحداث الفيلم في إثارة تربط من يحب مثل هذه الأفلام حتى النهاية.

## القصة
يبدأ الفيلم بمناظر جميلة لإثنتين تحاولان شراء أو استئجار منزل ومنذ اللحظة يحس المشاهد أن ثمة شيء ما سوف يحصل خاصة مع المناظر الداخلية للمنزل مترافقة مع الموسيقى ما يجعله يشعر برهبة منذ البداية.
يتناول الفيلم قصة ميج ألتمان تلعب دورها (جودي فوستر) المرأة المطلقة حديثا والمدمرة نفسيا بزواجها، وابنتها المراهقة سارة تلعب دورها (كريستين ستيوارت) عندما تنتقلان إلى منزل في نيويورك يبدو أشبه بالحلم، وتلاحظ ميج أثناء تعرفها له بأن غرفة النوم الأساسية أصغر مما يجب، لكن ياللمفاجأة فبداخلها غرفة مخفية بخزنة سرية عبارة عن غرفة عالية التقنية يقال أن المالك السابق قد ترك ثروة ضخمة بداخلها دون أن يكون لـ ميج أدنى فكرة عن الموضوع ودون أن تدرك وابنتها بانها سوف تحتاجانها قريبا، إذ انه في أول ليلة لهما في المنزل وبينما هما نائمون يقتحم المكان ثلاثة لصوص وهم بورنهام والذي يلعب دوره (فوريست ويتاكر) وراؤول يلعب دوره (دوايت بوكام) وجونيور يلعب دوره (جارد ليتو) بهدف سرقة الثروة الموجودة ودون أن تدرك ميج وابنتها ان الغرفة نفسها التي دخلتا للاختباء فيها هي هدف اللصوص ودون أن تتوقعا وجود أحد في المنزل، لكن من المؤكد ان لا شيء سوف يمنعهم من الدخول إليها، وهي غرفة خاصة مميزة فيها أجهزة مراقبة وكاميرات موزعة في المنزل بكامله، إضافة إلى احتوائها على كثير من الأشياء التي يحتاجها الإنسان من ماء وطعام بحيث انه إذا احتاج للبقاء بداخلها شهرا كاملا بإمكانه ذلك دون أن يخرج منها.
تتوالى الأحداث بعدما تحتجز الأم وابنتها انفسهما داخل الغرفة السرية في الوقت الذي يحاول فيه الرجال إقناعهما بالحيلة وبشتى الوسائل للخروج، ونكتشف لاحقا بأن الابنة سارة مصابة بالسكري وقد بدأ مستوى الأنسولين بالتدهور، مما يجعلها عرضة للخطر في أية لحظة دون حقن الإنسولين المعتادة عليها، غير أن والدتها الشجاعة ميج تتمكن من إنقاذها حين ترمي بحقن الإنسولين داخل الغرفة قبل أن يقفل اللصوص الباب وذلك بعد دخولهم وابنتها لا تزال عالقة في الداخل.
و تلك المشاهد التي ترينا شجاعة الأم التي تقاتل من أجل حياة إبنتها وضعف الإثنتين في الوقت نفسه هي مؤثرة بالفعل وتجعلنا في توتر طوال الوقت، من خلال تلك الإثارة التي يتميز بها الفيلم والمبنية بشكل جميل خلال أحداثه، ونلاحظ بأن ثمة عمقا في شخصية ميج وتلك المعركة القائمة بينها وبين نفسها لمواجهة العالم بمفردها بقوة واصرارها على عدم خسارة كرامتها أيضاً, اما اللصوص الثلاثة الذين يصبحون بمثابة طيف زوجها السابق.

## الأدوار الرئيسية
| الممثل          | الدور الرئيسي          |
| --------------- | ---------------------- |
| جودي فوستر      | ميج التمان             |
| كريستين ستيوارت | سارة التمان            |
| فوريست ويتاكر   | بورنام                 |
| جاريد ليتو      | جونيور                 |
| دوايت يوكام     | راؤول                  |
| باتريك بوكو     | ستيفان التمان          |
| آن ماجنسون      | ليديا لينك             |
| يان بوكانان     | إيفان كورلاندر         |
| نيكول كيدمان    | صديقة ستيفان (صوت فقط) |

## أخرى
كان من المفترض ان تلعب (نيكول كيدمان) دور البطولة ولكن جرحا في ركبتها حال دون ذلك وبالتالي كان من نصيب جودي فوستر التي أولت ثقتها للكاتب والمخرج ليأتي الفيلم على هذه الصورة، نص جيد، أداء رائع من كل الممثلين، كاميرا متقنة.
حقق الفيلم نجاحا كبيرا في شباك التذاكر، حيث حصد تقريباً على 196 مليون دولار أمريكي، رغم أن ميزانية إنتاجه لم تتجاوز 48 مليون دولار.
حصل فيلم "Panic Room" على جائزة ASCAP Award لأعلى الأفلام من حيث إيرادات شباك التذاكر، كما تم ترشيح الفيلم لـ(جائزة زحل) لأفضل ممثلة (جودي فوستر)، وجائزة Black Reel Award لأفضل ممثل مساعد (فوريست وايتيكر)، وجائزة Trailer Award لأفضل فيلم رعب وإثارة عام 2003.
قامت جمعية السينما الأمريكية بتصنيف الفيلم باعتباره من الأفلام المحظور مشاهدتها لمن هم أقل من 17 عاما، نظرا لما يتضمنه من عنف وألفاظ بذيئة.
لمسات المخرج ديفيد فينشر المعتادة واضحة من خلال عمل الكاميرا تحديدا، فهي تدور وتطير، وتتحرك داخل المنزل والأسقف والجدران والأرضيات بشكل مذهل دون استخدام خدع هوليوودية، وقد يذكرنا فيلمه هذا بفيلم (الحبل) نوعا ما للمخرج ألفريد هتشكوك.
من أعمال المخرج ديفيد فينشر (اللعبة) و(سبعة) ونادي القتال وإلين 3.

## وصلات خارجية
الموقع الرسمي
- غرفة الذعر على موقع IMDb (الإنجليزية)
- غرفة الذعر على موقع ميتاكريتيك (الإنجليزية)
- غرفة الذعر على موقع الموسوعة البريطانية (الإنجليزية)
- غرفة الذعر على موقع روتن توميتوز (الإنجليزية)
- غرفة الذعر على موقع نتفليكس (الإنجليزية)
- غرفة الذعر على موقع قاعدة بيانات الأفلام العربية
- غرفة الذعر على موقع ألو سيني (الفرنسية)
- غرفة الذعر على موقع Turner Classic Movies (الإنجليزية)
- غرفة الذعر على موقع أول موفي (الإنجليزية)
- غرفة الذعر على موقع بوكس أوفيس موجو (الإنجليزية)
- مقابلة في صحيفة الجارديان مع ديفيد فينشر